# 아일래노
아일래노(영어: Isleño, 스페인어: Isleños)는 스페인령 루이지애나에 "카나리아 제도"에서 이민 했던 사람들로 말한다.

## 문화
루이지애나주에서 아일래노 커뮤니티는 그들의 후손의 음악과 로망스 (음악), 데시마, 민속학과 성저시를 생존했다. 성 베르나드 사목구에는 그들의 문화가 있다.